# Kiszsidány
Kiszsidány – wieś na Węgrzech, w komitacie Vas, w powiecie Kőszeg, 10 km od miasta Kőszeg.
Pierwsza wzmianka o miejscowości pochodzi z 1225 roku.
W 2014 była zamieszkiwana przez 88 osób, a w 2015 przez 92 osoby.
Burmistrzem jest Zoltán Bánó.